# Diecezja Bismarck
Diecezja Bismarck (łac. Dioecesis Bismarckiensis, ang. Diocese of Bismarck) jest diecezją Kościoła rzymskokatolickiego obejmująca swą powierzchnią zachodnią część stanu Dakota Północna.

## Historia
Diecezja została kanonicznie erygowana 31 grudnia 1909 roku przez papieża Piusa X. Wyodrębniono ją z terenów diecezji Fargo. Pierwszym ordynariuszem został benedyktyński kapłan pochodzenia szwajcarskiego John Baptist Vincent de Paul Wehrle (1855-1941). Był on przez wiele lat misjonarzem na tych terenach, założycielem wielu misji i parafii. Budowę katedry diecezjalnej ukończono w roku 1945.

## Główne świątynie
- Katedra: Katedra Ducha Świętego w Bismarck
- Prokatedra: Prokatedra Najświętszej Maryi Panny w Bismarck

## Biskupi diecezjalni
- John Baptist Vincent de Paul Wehrle (1910–1939)
- Vincent James Ryan (1939–1951)
- Lambert Anthony Hoch (1952–1956)
- Hilary Baumann Hacker (1956–1982)
- John Kinney (1982–1995)
- Paul Zipfel (1996–2011)
- David Kagan (od 2011)